# 무수동도
무수동도(無愁洞圖)는 대전광역시 중구에 있는 조선시대의 병풍이다. 2010년 4월 12일 대전광역시의 유형문화재 제44호로 지정되었다.

## 개요
중구 무수동 일원을 그린 현전하는 유일의 실경산수화이다. 진경산수화의 전통을 계승하면서도 남종화의 특징을 반영, 조선후기 회화사의 흐름을 알려주는 중요한 문화재이다. 또한 대전· 충남 지역의 화단 및 화가의 활동, 화풍을 추정할 수 있는 자료적 가치가 높다.

## 참고 문헌
- 무수동도 - 국가유산청 국가유산포털